# پنجه آهنین
پنجه آهنین فیلمی به کارگردانی مهدی میرصمدزاده و نویسندگی کاظم اسماعیلی محصول سال ۱۳۴۷ است.

## داستان
همسر جوان بوکسوری به وسیلهٔ سه ناشناس به قتل می‌رسد…

## بازیگران
- رضا بیک ایمانوردی
- فرانک میرقهاری
- سارا
- علی آزاد
- گیسو
- منوچهر احمدی
- عزیز اصلی
- اکبر هاشمی